# Renaldo and the Loaf
Renaldo and the Loaf – brytyjski zespół muzyczny aktywny przede wszystkim w okresie późnych lat 70. i 80. XX wieku, w skład którego wchodzili patolog David Janssen (znany także pod pseudonimem „Ted The Loaf”) oraz architekt Brian Pool (którego pseudonim artystyczny brzmiał „Renaldo Malpractice”). 

## Historia
Muzyka tworzona przez grupę przez większość krytyków oraz fanów uznana została za przerażająco dziwną, przez co grupa nigdy nie uzyskała zbyt dużej popularności. Do swojego nietypowego brzmienia doszli poprzez wieloletnie eksperymenty muzyczne w skład których wchodziły między innymi gra na rozstrojonych lub przestrojonych instrumentach (głównie akustycznych) oraz manipulacje efektami dźwiękowymi i sposobami zapisu swoich kompozycji. Zespół wydał cztery pełnometrażowe albumy, jedną kompilację oraz wiele taśm demo i utworów wydanych na składankach. Największą sławę przyniosła im płyta nagrana w 1983 wspólnie z amerykańskim awangardowym kwartetem The Residents (którzy wraz ze swoją wytwórnią płytową Ralph Records odpowiedzialni są za odkrycie zespołu, który podrzucił swoją taśmę demo do siedziby wytwórni podczas krótkiego pobytu w San Francisco).
Ostatnią kompozycją nagraną przed zawieszeniem działalności zespołu była utrzymana w szantowym klimacie piosenka zatytułowana Haul on the Bowline, która ukazała się na wydanej w Ralphie kompilacji artystów związanych z wytwórnią. W latach 90' Brian Pool udzielił się gościnnie na kilku płytach, zaś Janssen praktycznie wycofał się z życia artystycznego.
W 2006 roku zespół ogłosił powrót do nagrywania i koncertowania.

## Dyskografia

### Albumy
- Renaldo and the Loaf play "Struve 'n' Sneff" (kaseta wydana własnym sumptem, 1979)
- Songs for Swinging Larvae (1981)
- Arabic Yodelling (1983)
- Title in Limbo (kooperacja z the Residents, 1983)
- Olleh Olleh Rotcod (kompilacja rarytasów i niewydanych wcześniej utworów, 1985)
- Renaldo and the Loaf play "Struve 'n' Sneff" (wydanie zawierające remiksy debiutanckiego materiału, 1985)
- The Elbow is Taboo (1987

### EP
- Tap Dancing In Slush / Behind Closed Curtains (nagrana w 1978, nigdy nie wydana)
- Renaldo And The Loaf Play Songs From The Surgery (1980)
- Hats Off, Gentlemen (1980)
- Hambu Hodo (1986)